# Selma Lagerlöf
Selma Ottilia Lovisa Lagerlöf ( PRONÚNCIA; Mårbacka, 20 de novembro de 1858 — 16 de março de 1940) foi uma escritora sueca  vencedora do Prêmio Nobel de Literatura de 1909, e uma das escritoras suecas mais lidas e de maior sucesso internacional. Entre as suas obras mais conhecidas estão "A Saga de Gösta Berling", "Jerusalém" e "A Viagem Maravilhosa de Nils Holgersson através da Suécia".

O trabalho de Selma Lagerlöf está profundamente enraizado em lendas nórdicas, e nas fábulas folcloricas que abservera durante sua infância em Värmland. Sua obra se afastou do movimento realista dominante e descreveu de uma maneira romântica e imaginativa a vida camponesa e a paisagem do norte da Suécia. 
Selma Lagerlöf foi uma pioneira dentro e fora da fronteiras Suecas. Foi a primeira mulher a receber o Prémio Nobel de Literatura (1909), a primeira a tornar-se membro da Academia Sueca (1914) e também a primeira a ser promovida como Doutor Honoris Causa em uma universidade sueca (Universidade de Uppsala, 1907). Suas obras foram traduzidas para mais de 60 idiomas e logo transformadas em teatro, ópera e cinema. 

## Biografia

### Primeiros anos

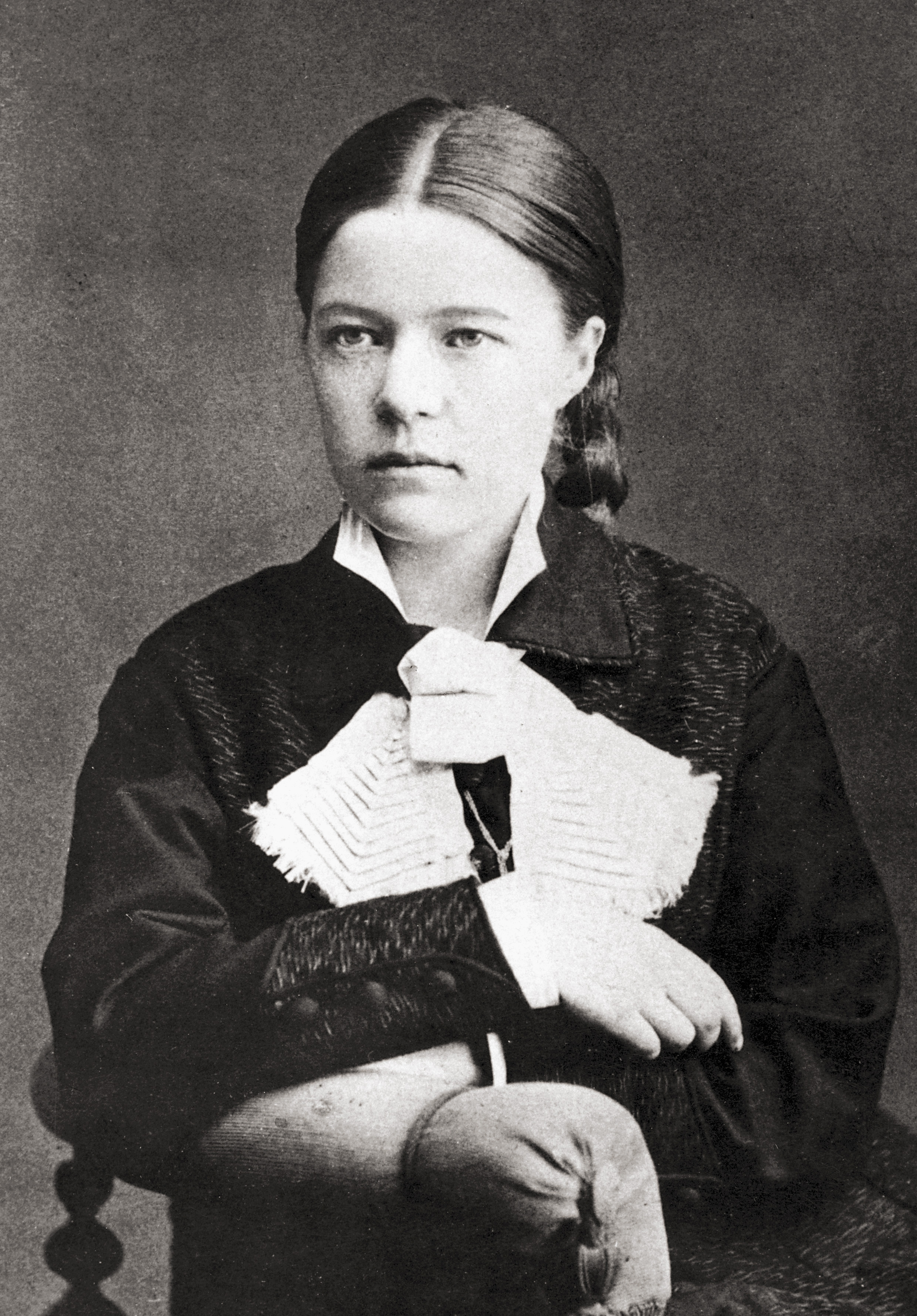
Selma Lagerlöf com 23 anos, em 1881.

Selma nasceu na paróquia de Östra Ämtervik, província da Värmland, oeste da Suécia, numa casa senhorial chamada Mårbacka, pertencente à sua família. Lagerlöf pertencia à família sacerdotal Lagerlöf de Värmland. Era filha de Erik Gustaf Lagerlöf, tenente do Regimento Real da Värmland e Louise Lagerlöf, cujo pai era um comerciante muito bem-sucedido e dono de uma fundição. 
Selma era a quinta criança entre os seis filhos do casal. Ela nasceu com uma displasia no quadril, o que causou o deslocamento de suas articulações. Com três anos e meio, Selma adoeceu, ficando com ambas as pernas completamente paralisadas. A menina recuperou-se posteriormente, entretanto, as sequelas dificultaram seu relacionamento com outras crianças da mesma idade.
Selma fora uma criança quieta e era considerada muito séria para sua idade, porém desde cedo manifestara grande amor pela leitura, com frequência era vista lendo poesia quando pequena. Sua avó ajudou a criá-la, sempre narrando à menina inúmeros contos de fadas e histórias de fantasia. Ao crescer, Selma era modesta e mancava um pouco.
Como outras crianças de classe abastada, as crianças da família Lagerlöf receberam educação em casa, com tutores e professores particulares. Estes vinham para a residência, onde educavam os jovens em inglês e em francês. Selma terminou de ler seu primeiro romance aos sete anos, Osceola, de Thomas Mayne Reid. Depois da leitura, Selma disse à família que decidira se tornar escritora quando crescesse.

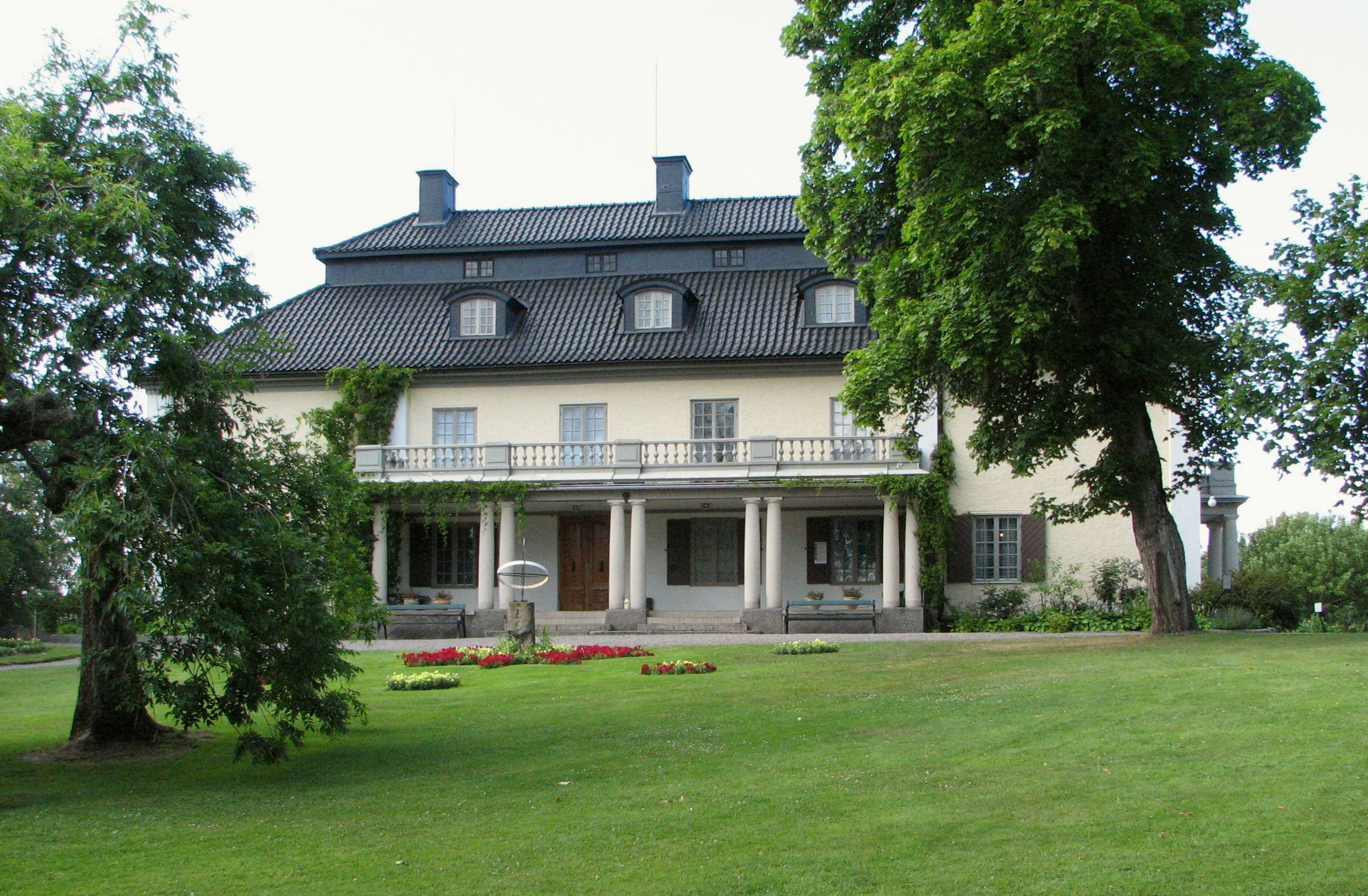
Mårbacka, famosa propriedade pertencente a família de Lagerlöf.

Ainda jovem, Selma começou a escrever histórias e versos baseados em figuras de seus livros preferidos, como os sultões de "As Mil e uma Noites", os cavaleiros de Walter Scott e os reis das sagas de Snorri Sturluson, historiador e poeta medieval da Islândia.
Em 1868, aos 10 anos, Selma terminou de ler a Bíblia. Por volta dessa época, seu pai ficou muito doente e ela esperava que ele se recuperasse caso lesse a Bíblia de uma ponta a outra. Seu pai viveu por mais 17 anos depois disso. 
A venda de Mårbacka, sua amada propriedade familiar, logo após a doença de seu pai, teve um grande impacto em sua vida. Algumas fontes apontam que Erik Lagerlöf era alcoólatra, algo que a filha nunca discutia. Erik não queria que Selma tivesse mais educação além do básico, nem que se envolvesse com movimentos anticonservadores. Mais tarde, já galardoada com o Nobel de Literatura, ela compraria Mårbacka de volta, onde residiria pelo resto da vida. Selma terminou os estudos no Seminário Real (Högre lärarinneseminariet), onde se tornou professora no mesmo ano em que seu pai morreu.

### Carreira Literária

#### De professora rural a escritora de sucesso
Selma estudou no Seminário Real, em Estocolmo, de 1882 a 1885. Trabalhou como professora de ensino médio em uma escola para moças na área rural, em Landskrona, de 1885 a 1895, enquanto aprimorava suas habilidades de escrita, com interesse nas lendas que aprendeu quando era criança. O ofício de professora era algo que Selma gostava, bem como gostava de seus alunos.

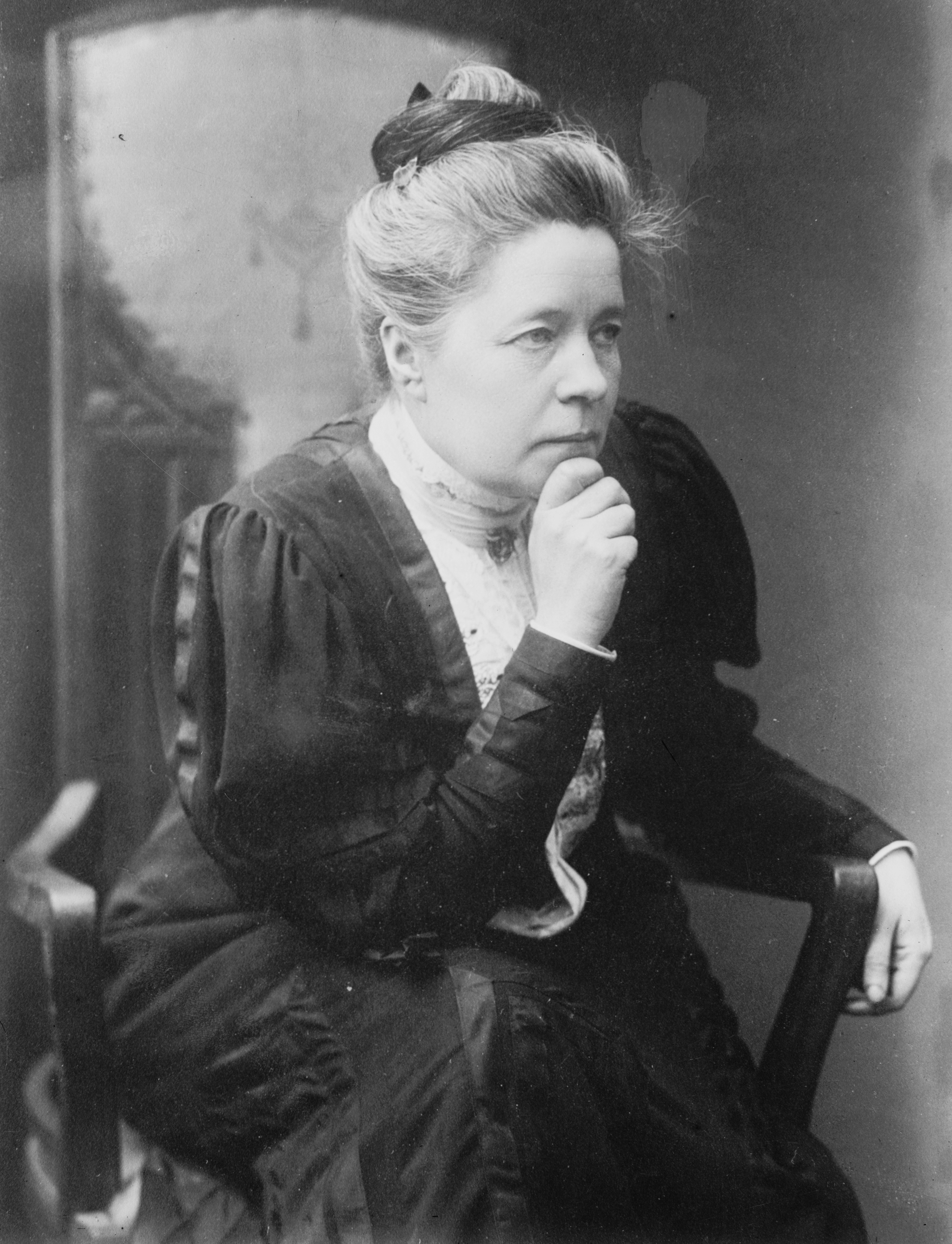
Selma Lagerlöf (1909).

Em 1885, a família de Selma, mediante a doença do pai e as dívidas do irmão Johan, perdeu Mårbacka. Secretamente, Selma desejava trabalhar o suficiente para recuperar a propriedade da família. Foi auxiliada pela baronesa Sophie Lejonhufvud Adlersparre (Esselde), que a incentivou a publicar seus versos em Dagny, a revista literária feminista fundada por ela. 
Em 1890, participou de uma competição literária promovida pela revista sueca Idun com alguns capítulos de um romance que estava escrevendo já há algum tempo, e cuja idéia, baseava-se nas lendas e fábulas aprendidas em Värmland durante a infância. Ela não apenas ganhou a competição como também ganhou um contrato para a publicação do livro que apenas seria lançado no ano seguinte sob o título "Gösta Berlings saga" ["A Saga de Gösta Berling", 1891]. No começo, sua escrita recebeu críticas mornas, mas depois que o famoso crítico dinamarquês, Georg Brandes reagiu positivamente ao romance, sua populariade cresceu.. Com esse primeiro livro, Selma reagiria contra o realismo da literatura contemporânea sueca de escritores, como August Strindberg.  Com o tempo "Gösta Berlings saga" passaria a figurar entre as leituras preferidas do público sueco.
Após o sucesso do primeiro livro, veio a coletânea de contas "Osynliga länkar" ["Laços Invisíveis", 1894], que ajudaria a consolidar ainda mais o nome de Lagerlöf como uma das autoras mais queridas da Suécia. Nessa mesmo ano, em Estocolmo, Selma conhece Sofia Elkan, escritora de romances históricos, com a qual manterá correspondência e amizade pelo resto da vida. Por muitos anos, elas liam e criticavam os trabalhos uma da outra. Selma costumava dizer que Sophie influenciou fortemente seu trabalho e que ela frequentemente discordava da direção que Selma queria tomar na construção de seus livros. Com Sophie Elkan, ela viajou para a Itália e também para a Palestina e outras partes do Oriente. Na Itália, a lenda de uma imagem do Menino Jesus que havia sido substituída por uma versão falsa inspirou o romance "Antikrists mirakler" ["Os Milagres do Anticristo"] (1897), obra ambientada na região da Sicília, e que explora a interação entre os sistemas morais cristão e socialista. É também o único romance de Lagerlöf que se passa inteiramente fora da Suécia. 
Já no final do século, publicaria uma segunda coletânea de contos initulada "Drottningar i Kungahälla" ["As Rainhas de Kungahälla"] (1899) e, no mesmo ano, a novela En herrgårdssägen  ["A Lenda de uma Quinta Senhorial"] (1899), concebido sobre o tema de A Bela e a Fera e no qual a autora aborda assuntos como depressão e ansiedade por meio do protagonista da história, Gunnar Hede.

#### A romancista épica
Entre 1901 e 1902, publicou os dois volumes do épico Jerusalém, após uma viagem ao Egito e à Palestina. O romance, baseado em fatos reais, narra, de forma épica, a história de peregrinação de várias famílias camponesas de Dalarna, as quais sob a influência de um líder carismático, saem da sociedade sueca e emigram para a Cidade Santa, Jerusalém, onde formam uma comunidade de emigrantes junto a uma seita americana. O livro é considerado pela maioria dos críticos como sua obra-prima literária. 
Durante a fase de pesquisa para a escrita do livro, Selma Lagerlöf visitou a Cidade Santa, Jerusalém, para conhecer os peregrinos de Dalarna que ainda habitavam por lá, e na Suécia visitou a cidade de Nås para conhecer os camponeses que optaram por ficar no país. 
A obra se tornou seu grande avanço internacional.

#### A fabulosa contadora de histórias
Posteriormente, publica as coletâneas de contos Kristuslegender' ["As Lendas de Jesus Cristo"] (1904), e En Saga om en Saga, och andra Sagor ["O Livro das Lendas", também publicado no Brasil sob o título: "De Saga em Saga" (br)] (1908), obras em que ficam evidentes as capacidades imaginativas e narrativas de Lagerlöf. Deste último livro destaca-se o conto "A Rapariga do Brejo Grande" ("Tösen från Stormyrtorpet"), que conta com inúmeras adaptações para o cinema. Já então Selma era considerada uma das maiores escritoras suecas.
Ainda em 1904, publica a novela "Herr Arnes penningar" ["O Tesouro"], baseada em um assassinato real ocorrido no presbitério de Solberg no século XVI. A história foi adaptada em forma de versos brancos para o teatro pelo também laureado com o Nobel Gerhart Hauptmann em 1916.

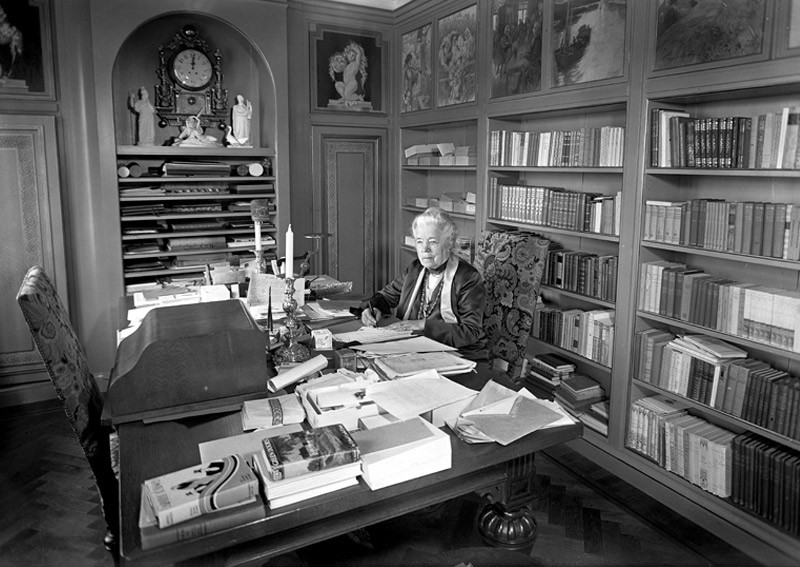
Selma Lagerlöf em seu escritório em Mårbacka.

Durante esse período de grande fluxo criativo, Alfred Dalin, diretor da escola de Husqvarna, fez-lhe a proposta de que escrevesse um livro para crianças das escolas primárias, que ensinasse a história e a geografia de seu país. Selma aceitou, elaborando extensa pesquisa e viagens de estudo, concluiu entre 1906 e 1907 a obra Nils Holgerssons underbara resa genom Sverige ["A Maravilhosa Viagem de Nils Holgersson através da Suécia"], a quem o crítico literário austríaco Otto Maria Carpeaux chamou de "o melhor livro infantil do século XX", ressaltando que sua autora "nunca esconde as qualidades de 
professora que ela fora; narra para crianças e como para crianças, mas sem sentimentalismo falso".  O romance infantil alcançou tamanho sucesso que Lagerlöf pôde realizar seu sonho: comprar novamente Mårbacka, em 1910.
Em 1904, recebe a medalha de ouro da Academia Sueca; em 1907, é nomeada doutora honoris causa da Universidade de Uppsala; em 1909, foi galardoada com o prêmio Nobel de Literatura, tornando-se a primeira mulher a obter tal honraria.
Mesmo depois de agraciada com o Nobel, Selma Lagerlöf continuou uma autora prolífera publicando romances como: Liljecronas hem ["A Casa de Liljekrona"] (1911), uma prequela baseada na história de seus avós e que conta com a aparição de alguns personagens de "A Saga de Gösta Berling"; Körkarlen ["O Cocheiro da Morte"] (1912), mais um livro feito sob encomenda, desta vez para a Associação Nacional Sueca de Combate a Tuberculose como um meio de educação pública sobre doença e para o qual a autora reconta uma antiga lenda Bretã: o último homem a morrer no ano, seria condenado a conduzir o coche da morte por todo o ano seguinte; e Kejsarn av Portugallien ["O Imperador de Portugal"], (1914), que conta a história de um pai super-protetor que sucumbe à loucura com a partida da única filha e inventa para si um mundo ilusório no qual a moça é uma imperatriz, e ele próprio é o  “Imperador de Portugal”. Este úlimo é considerado pela crítica como sua derradeira grande obra. 
Pouco depois, Selma publicaria um compêndio de lendas escritas de 1915 a 1921, reunidas em Troll och människor ["Gnomos e Homens"], o qual surgiria em dois volumes. 
Em 1914, tornou-se a primeira mulher a entrar para a Academia Sueca e atráves de novas aquisições, conseguiu dobrar o tamanho do terreno de Mårbacka, no qual passou a cultivar e dirigir uma fábrica para a produção de farinha de aveia, a quem dedicava muito tempo, esforço e dinheiro. 

#### Obras finais
Tornou-se notório que a Primeira Guerra Mundial, desferiu um golpe esmagador nas energias criativas de Selma Lagerlöf, que passou a publicar obras menos inspiradas e desiguais em qualidade. Em 1918 publica Bannlyst ["O Exilado"], único romance em que utiliza a Guerra como pano fundo em uma história que não agradou nem público nem crítica.
Em 1925, Selma dá inicio ao lançamento de uma trilogia de romances  conhecida como "Löwensköld", publicando no mesmo ano os dois primeiros volumes que a compunham: Löwensköldska ringen ["O Anel dos Löwensköld"] e "Charlotte Löwenskold". O terceiro volume da trilogia "Anna Svärd", seria lançado apenas em 1928, e viria a ser o seu último romance ficcional. Entretanto, à exceção de alguns episódios humorísticos onde a autora brilha em sua forma mais característima e irreprimível, os romance pouco lembravam a habilidosa narradora de obras como "Jerusálém" e "A Saga de Gösta Berling". 
Em seus últimos anos, ela escreveu uma autobiografia em três partes: Mårbacka, Ett barns memoarer ["Infância"] e Dagbok för Selma Ottilia Lovisa Lagerlöf ["Diário de Selma Ottilia Lovisa Lagerlöf"] , seu último trabalho concluído. A autobiografia não é uma descrição da própria vida no sentido tradicional, mas consiste em histórias da sua infância que têm um propósito específico: apresentar os antecedentes da sua obra literária.
Lagerlöf adornou a nota sueca de vinte coroas de 1991 a 2016. E no Museu Dalarnas em Falun, a biblioteca e sala de estudos de Selma Lagerlöf foi recontruida em 1985 e encontra-se em exposição ao público.

## Morte
Selma morreu em 16 de março de 1940, aos 81 anos, alguns dias depois de sofrer um AVC hemorrágico, na casa da família em Mårbacka. Ela foi sepultada no Cemitério de Östra Ämtervik.

## Prémio Nobel da Literatura 1909

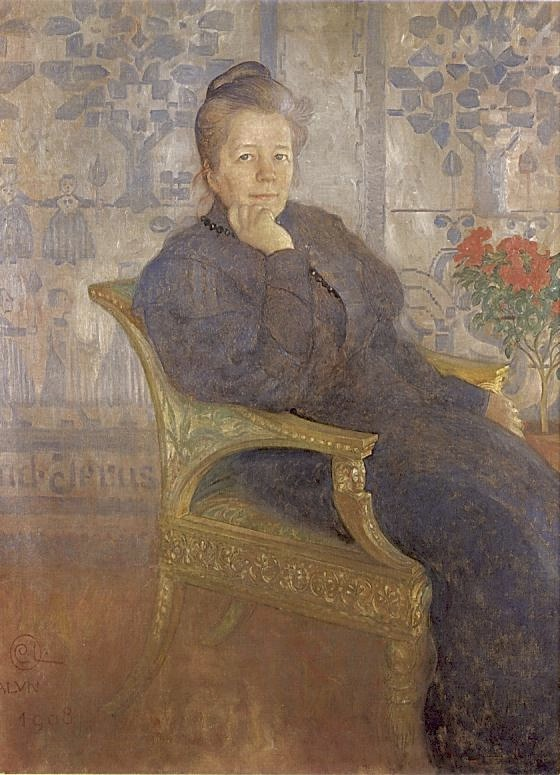
Retrato de Selma Lagerlöf, pintado por Carl Larsson

Em 1909, Selma fez história ao se tornar a primeira mulher galardoada com o prêmio Nobel de Literatura. A distinção foi-lhe atribuída "pelo idealismo nobre, riqueza de imaginação e equilíbrio dos seus textos". O nome da autora já vinha sendo sugerido nos cinco anos anteriores, com consecutivas indicações, mas sempre fora desmerecido   pelo seu principal opositor na Academia Sueca, Carl David af Wirsén, o secretário permanente da instituição durante 29 anos. Wirsén não gostava do estilo moderno de Lagerlöf, tendo desferido duras críticas não apenas a ela, mas a boa parte da nova geração de autores suecos contemporâneos a Selma, tal como August Strindberg e Verner von Heidenstam, Nobel de 1916. Apesar da oposição de Wirsén, Selma venceu o prêmio com grande louvor no mundo literário.
O conto "A lenda de uma dívida" (do livro Bok av Legender (1902) (trad. O Livro das Lendas, por Pepíta de Leão), foi narrado no banquete do Prêmio Nobel, a 10 de dezembro de 1909.

## Academia Sueca
Selma Lagerlöf ocupou a cadeira 7 da Academia Sueca, para a qual foi eleita em 1914.
Hjalmar Gullberg disse em seu discurso de posse quando a sucedeu na academia em 1940 que ela era "a rainha da nossa literatura, a mais famosa das mulheres suecas no mundo desde Santa Brígida".

## Ativismo político
Selma Lagerlöf sempre atuou na política de seu país, particularmente, no que dizia respeito ao sufrágio feminino e vários outras causas ligadas às mulheres. 
Os horrores da Primeira Guerra Mundial a dominaram profundamente, e ela estava entre os iniciadores de uma associação sueca para a Liga das Nações em 1919.
Em 1933, Selma Lagerlöf participou de um comitê para resgatar refugiados judeus da Alemanha. Em 1940, ela ajudou a escritora judia alemã e futuro Prêmio Nobel de Literatura, Nelly Sachs, a fugir para a Suécia juntamente com a mãe, salvando assim a vida de ambas.
Na sua comunidade natal, Östra Ämtervik, ela fazia parte do conselho local. Por causa de sua popularidade, Selma Lagerlöf recebeu inúmeras cartas de súplicas e mendicâncias do país e do exterior. Ela ajudava da melhor maneira que podia e muitas vezes enviava quantias de dinheiro aos que necessitavam. Mesmo nos anos de crise econômica global, ela não despediu trabalhadores, mas até contratou novos em Mårbacka para aliviar o sofrimento do povo. 
Para apoiar financeiramente a Finlândia durante a Guerra de Inverno em 1939, Selma Lagerlöf doou a sua medalha de ouro do Prémio Nobel. 

## Estilo e crítica literária
Genuinamente ligada à sua província natal - a Värmland, Selma Lagerlöf baseou-se na tradição oral de contos de fadas de sua terra natal já retratada com sucesso na sua obra de estreia, "A Saga de Gösta Berling" (1891). Selma ganhou fama internacional com o seu livro "A Maravilhosa Viagem de Nils Holgersson através da Suécia", entrou como primeira mulher na Academia Sueca, e foi laureada como primeira mulher com o Prémio Nobel da Literatura.
No fim do século XIX, a literatura sueca era dominada pelo realismo naturalista. Selma Lagerlöf, com sua obra mesclada de gnomos, duendes e fantasmas, ao recriar a atmosfera ficcional das lendas e relatos populares, significou uma volta ao romantismo.
Era vista, popularmente, como uma narradora que encarnava a arte dos contos populares.
O critico dinamarquês Georg Brandes, apesar de ligado ao movimento naturalista do século XIX, afirma que "Selma Lagerlöf, possui o dom maravilhoso de transformar os 
leitores adultos em crianças, sentadas aos pés da boa, velha tia, pedindo: – Conta-nos mais uma história.” 
Otto Maria Carpeaux, em História da literatura Ocidental, considera a espontaneidade como sendo o segredo a arte de Lagerlöf, também nomeando seu estilo narrativo de incomparável. 
O poeta austríaco Rainer Maria Rilke foi um grande admirador das obras de Lagerlöf, chegando a se orgulhar de ter lido “A Maravilhosa Viagem de Nils Holgersson através da Suécia” diretamente do sueco. Rilke se referiu à autora com crescente admiração pela maneira perfeita como ela manejava o real e o sobrenatural em suas histórias, as quais descreveu como "uma arte narrativa que ninguém, exceto ela [Selma], possui (e possui sem esforço) em toda a Europa.”  Também a escritora francesa Marguerite Yourcenar expressa sua admiração por Lagerlöf em termos grandioso: "Entre essas mulheres de
grande talento ou geniais, nenhuma, a meu ver, situa-se acima de
Selma Lagerlöf. Ela é, de qualquer modo, a única que se alça
constantemente ao nível da epopeia e do mito". 
Em um artigo jornalístico de lançamento da edição alemã das obras completas da autora, o escritor alemão e também Nobel de Literatura, Thomas Mann descreve Lagerlöf como uma "venerável senhora burguesa", dona de "um sagrado coração poeta [...] que vive no meio do povo e que canta sua canção atemporal." Mann ainda elogia seu senso prosaíco dotado de solenidade silênciosa, embora sem falso sentimentalismo: "nesta grande mulher, o elemento primitivo do épico anda de mãos dadas com o popular e o cientifico e se torna em poesia moderna".  
Claes Annerstedt, que fez o discurso de recepção para Selma por ocasião da entrega do Nobel de Literatura, em dezembro de 1909, diria: "Para ela a natureza, mesmo inanimada, possui vida própria, invisível e contudo real".
Alrik Gustafson, professor especialista em litaratura germânica e escandinava, ao debater a obra se Lagerlöf no livro Six Scandinavian Novelists, define a autora como "uma contadora de histórias nata", afirmando que desde Hans Christian Andersen "nenhum contador de histórias escandinavo encantou tanto seu público com suas puras habilidades narrativas, quanto Selma". Alrik ainda observa que na variedade e profundidade de seus personagens ante a uma análise moderna, a autora, evidentemente, possui uma classificação bastante baixa entre os romancistas escandinavos de primeira impotância, porém o autor assevera que como uma contadora de histórias diretas, espontâneas e vividamente comoventes, ela permanece sozinha em suas realizações fictícias na longa tradição de romancistas nórdicos. 
Apesar do sucesso entre o público e crítica que a autora foi acumulando ao longo dos anos, inicialmente, o estilo de Selma não agradou alguns dos nomes mais promeninentes de sua época, como Carl David af Wirsén e o historiador literário e critíco sueco Karl Warburg, que descreveram seus romances como estranhos, antiquados, sentimentais e sem estilo. 
No mundo anglófono e nos países latinos a obra de Lagerlöf permanece pouco comentada. 

## Principais Obras

### Romances

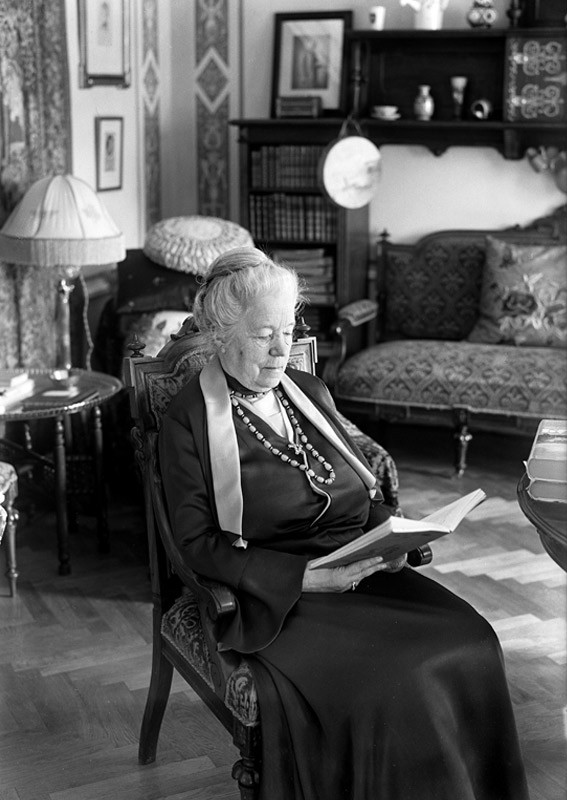
Selma Lagerlöf lendo em sua casa.

- 1891 - Gösta Berlings Saga [trad. A Saga de Gösta Berling];
- 1897 - Antikrists Mirakler [trad. Os Milagres do Anticristo];
- 1899 - En Herrgårdssägen [trad. A Lenda de Uma Quinta Senhorial];
- 1901-1902 - Jerusalém (publicado em dois volumes):
  - "I Dalarne" (1901) [Em Dalarna] e
  - "I Det Heliga Landet" (1902) [Na Terra Santa];
- 1904 - Herr Arnes penningar [trad. O Tesouro]
- 1911 - Liljecronas Hem [trad. A Casa de Liljecrona];
- 1912 - Körkarlen [trad. O Cocheiro da Morte];
- 1914 - Kejsarn av Portugallien [trad. O Imperador de Portugal];
- 1918 - Bannlyst [trad. O Exilado]
- 1925-1928 - "Löwensköld" (trilogia)
  - 1925 - "Löwensköldska Ringen" [trad. O Anel dos Löwensköld]
  - 1925 - "Charlotte Löwensköld";
  - 1928 - "Anna Svärd";

### Contos
- 1894 - Osynliga länkar [trad. Laços Invisíveis];
- 1899 - Drottningar i Kungahälla [trad. As Rainhas de Kungahälla];
- 1904 - Kristuslegender [trad. Lendas Cristãs];
- 1908 - En Saga om en Saga och andra Sagor [trad. O Livro das Lendas]; (também publicado no Brasil sob o título: De Saga em Saga);

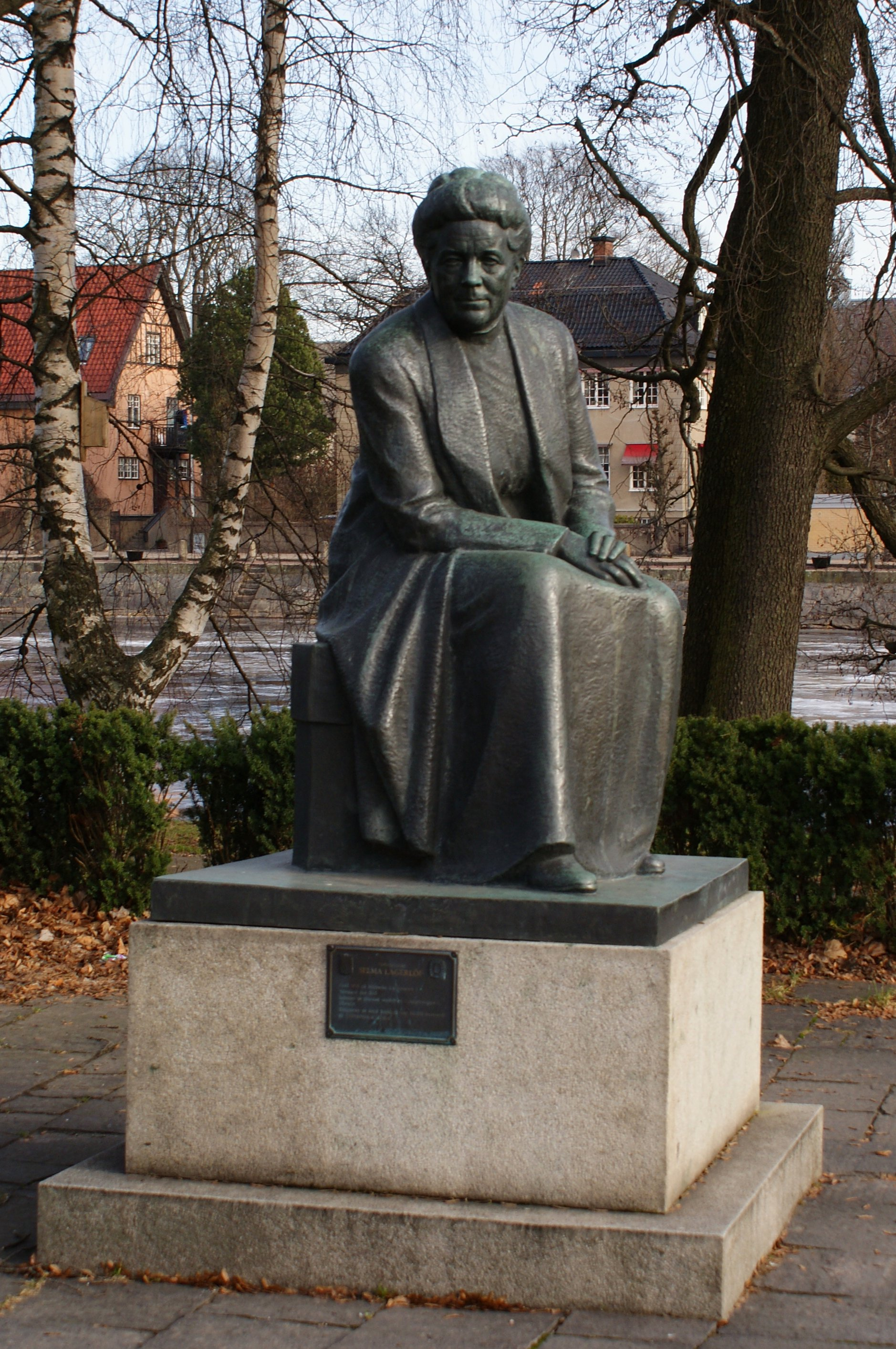
Estátua de Selma Lagerlöf em Karlstad, Suécia.

- 1915 - Troll och människor (vol. 1) [trad. Gnomos e Homens];
- 1921 - Troll och människor (vol. 2) [trad. Gnomos e Homens];

### Biografias
- 1920 - Zachris Topelius (biografia sobre Zacharias Topelius);

#### Autobiografias
- 1922 - Mårbacka;
- 1930 - Ett barns memoarer [trad. Infância]
- 1932 - Dagbok för Selma Ottilia Lovisa Lagerlöf [trad. Diário de Selma Ottilia Lovisa Lagerlöf];

### Ensaios
- 1933 - Höst [trad. Outono];

### Infantil
- 1906/1907 - Nils Holgerssons underbara resa genom Sverige [trad. : A Viagem Maravilhosa de Nils Holgersson Através da Suécia] (publicado, inicialmente, em 2 volumes);
- 1934 - Meli.

### Obra Postuma
- 1943/1945 - Från skilda tider [trad. De Tempos Diferentes] (coleção de histórias, ensaios e outros textos inéditos - publicado em dois volumes).

## Obras Publicadas no Brasil
- 1926 - Histórias Maravilhosas  (coletânea de contos diversos, tradução de Branca Maria Benardi), Livraria do Globo;
- 1934 - Lendas Cristãs - (Kristuslegender, tradução de Rosinha de Mendonça Lima), Editora A Noite; [32]
- 1935 - O Livro das Lendas (En Saga om en Saga och andra Sagor, tradução de Pepita de Leão), Livraria do Globo. (OBS: reeditado posteriormente pela Editora Delta/Opera Mundi sob o título: De Saga em Saga);
- 1937 - A Lenda de Uma Quinta Senhorial (En herrgårdssägen, tradução de Araújo Ribeiro), Companhia Brasil Editora;
- 1953 - 2005 - A Maravilhosa Viagem de Nills Holgersson Através da Suécia (tradução de Maria de Castro Henriques Oswald). (OBS: reedições posteriormente pela editora Nórdica e pela editora Itatiaia).
- 2021 - A Saga de Gösta Berling (Gösta Berlings saga, traduçaõ de Guilherme da Silva Braga), Carambaia; [33]
- 2021 - O Anel dos Löwensköld (Löwensköldska ringen, tradução de Carlos Rabelo), Editora Wish.[34]